# 幸野善之
幸野善之（日语：／ Kōno Yoshiyuki，5月21日—），日本男性配音員、旁白。出身於東京都。青二Production所屬身高175。O型血。

## 簡歷
幸野善之畢業於大阪藝術大學藝術學院舞台藝術學系。瀧下毅是同一所大學的後輩。青二塾東京校第12期畢業。

## 人物
他曾出演過許多動畫、電視和舞台劇。
興趣：錄像。他拍照時常翻白眼。
他經常穿紅色的衣服。

## 演出

### 電視動畫
1992年
- 奇天烈大百科（1992年—1996年，平氏、僧侶、學生〈黑輪攤〉、馬子、秀次 等）

1993年
- GS美神（司機）
- 灌籃高手（佐佐岡智〈第4代〉）
- 龍虎之拳（部下）
- 美少女戰士（士兵）

1994年
- 足球風雲（主審、選手、富士島南A、AD、湯川、職員、市原時男、不良B）
- 足球小將翼J（送貨員）
- 小小男子漢（承裝業員）
- 七龍珠Z（亞根、猛血虎、部下B、戰士、男、賽事官員、機師、廣播）
- 橘子醬男孩

1995年
- 動畫世界的童話（日语：世界名作童話シリーズ ワ〜ォ!メルヘン王国）（黃金蟲、猴子老大）
- 空想科學世界（男、反抗男子、反抗人士、肌肉猛男）
- 近所物語（男孩子）
- 羅密歐的藍天（麵包店的青年）

1996年
- 鬼太郎 (第4作)（1996年—1997年，救急隊員、男、潛水員A、青年A、村民B、司機A、刑警、約翰牛貓、職員、廣播、研究員、司機、河童、機師A、勇夫、顧客A、經理、村民B）
- 靈異教師神眉 (1996年版)（1996年—1997年，石川老師、小金井、樂聖、鏡中惡魔、肝狸、修二）
- 七龍珠GT（1996年—1997年，部下A、亞根、下屬A）1系列 + 特別篇[系列 1]

1998年
- 青澀寶貝（可麗餅店店員）
- 春庭家的第3人（日语：春庭家の3人目）（父親[16]）
- 炸彈人 彈珠人爆外傳（廣播寶）
- 守護月天！（巴基）
- 遊☆戲☆王（主持人）

1999年
- 葛瑞哥來驚悚秀（日语：GREGORY HORROR SHOW）（仙人掌槍手、裁判實習生）
- 炸彈人 彈珠人爆外傳V（郵差寶）
- 魔術士歐菲 Revenge（洛耶爾、親方）
- ONE PIECE（梨帕〈初代〉）

2000年
- 勝負師傳說 哲也（餐廳老闆）

2001年
- ANGELIC LAYER 天使領域（稻田修二、主持人）
- Z.O.E Dolores, i（日语：Z.O.E Dolores, i）（員工）

2003年
- 犬夜叉（村民）

2004年
- 女孩萬歲 First Season（實況）
- 櫻桃小丸子 (第2期)（蚊男）
- （山彥）

2006年
- 御伽草子（對談人士）
- Code Geass 反叛的魯路修（2006年—2008年，基爾伯特·G·P·基爾福特[17][18]）2系列[系列 2]
- 名偵探柯南（2006年—2021年，日沼一夫、八木橋生輔、水江申次、弁崎桐平、伊勢原祐二、川崎陽介）

2008年
- 旁邊的兒童 我的火腿組（日语：はたらキッズ マイハム組）（場內廣播）

2009年
- 川之光

2010年
- 吸血鬼同盟（節目旁白）

2011年
- 數碼寶貝合體戰爭（悟空獸）

2012年
- 足球騎士（市川教練）
- 戰國Collection（神原）

2014年
- 暴坊力士!! 松太郎（日语：のたり松太郎）（行司、三崎屋）
- 七龍珠改（亞根）

2019年
- 龍族拼圖（2019年—2024年，八重洲口布洛奇、布魯格教練、宇野、鬼塚戰鬼）

2023年
- 數碼寶貝幽靈遊戲（奇蛙獸）
- 我與機器子（晃司）

2024年
- 逃走中 THE GREAT MISSION（幻影蜘蛛）

### 電影動畫
1994年
- 劇場版 美少女戰士S（報道陣）
- 快打旋風II MOVIE（士兵A）
- 七龍珠Z：兩人面臨危機！超戰士難以成眠（日语：ドラゴンボールZ 危険なふたり!超戦士はねむれない）（村民C）
- 七龍珠Z：擊敗超戰士!!勝利是屬於我的（日语：ドラゴンボールZ 超戦士撃破!!勝つのはオレだ）（科學家C）

1995年
- 灌籃高手：湘北最大的危機！燃起鬥志的櫻木花道（日语：スラムダンク 湘北最大の危機! 燃えろ桜木花道）（海老名嘉[19]）
- 灌籃高手：咆哮籃球員靈魂！花道和流川的灼熱夏季（日语：スラムダンク 吠えろバスケットマン魂!! 花道と流川の熱き夏）（富丘中學籃球社成員）
- 七龍珠Z：龍拳爆發!! 悟空捨我其誰（日语：ドラゴンボールZ 龍拳爆発!!悟空がやらねば誰がやる）（通信）
- 起程的冒險者們 水晶國傳說（日语：クリスタニア#はじまりの冒険者たち レジェンド・オブ・クリスタニア（映画））（蓋希）

1996年
- (超) 劇場版！靈異教師神眉（修二）

1997年
- 靈異教師神眉：午夜0點，神眉必死！（修二）
- 靈異教師神眉：恐怖的暑假!! 妖海傳說！（海灘法師）

2003年
- 與明天有約的男子 田邊朔郎與琵琶湖疏水[20]

2013年
- 名偵探柯南：絕海的偵探（井上文忠）

2017年
- Code Geass 反叛的魯路修 I—III（2017年—2018年，基爾伯特·G·P·基爾福特）3部作

2019年
- Code Geass 復活的魯路修（基爾伯特·G·P·基爾福特）

### OVA
- 機神兵團（日语：機神兵団）（1992年，通信兵）
- 高校太保（日语：ビー・バップ・ハイスクール）（1995年，不良）
- 超人學園鋼帝王（日语：超人学園ゴウカイザー）（1996年，球童、十文字三郎／布里德2號）
- 水晶國傳說（日语：クリスタニア）（1996年，阿爾凱諾、獸牙男子）
- 靈異教師神眉 決戰！陽神術vs壁男（1998年，壁男）
- 銀河少女警察 The Animation（1999年，技師長）
- 機動新撰組 萌之劍（2003年，劍士）
- 大YAMATO零號（日语：大YAMATO零号）（2004年，瓦哥副帝）

### 網路動畫
- 刃牙（2020年，孫海王[21]）

### 遊戲
1994年
- 夢幻模擬戰II（摩根）
- 鐵拳對鋼拳 對決！東京四天王（鬼塚、葛西）

1995年
- 超人學園鋼帝王（日语：超人学園ゴウカイザー）（馬里恩[22]、球童）

1997年
- 靈異教師神眉（紅斗篷）
- 側影幻像（帕拉格斯）
- 新小雙俠 難題彌次郎兵衛（日语：NEWヤッターマン 難題かんだいヤジロベエ）
- 毛利元就 三矢之誓（日语：毛利元就 誓いの三矢）（毛利弘元）

1998年
- 光明與黑暗續戰篇III 2、3（坎貝爾、亞瑟）2作品
- 純愛騎士（日语：みつめてナイト）（比利·帕斯頓）

1999年
- 鬥神傳 昴（日语：闘神伝#『闘神伝 昴』に登場）（路克·凱斯特）
- ～藝術卡車～ 藝術傳（日语：爆走デコトラ伝説）（蛭子）

2000年
- 女神異聞錄2 罰（島津）

2001年
- ANGELIC LAYER 天使領域 美咲與夢之天使天使們（稻田修二、主持人）
- 真·三國無雙2（2001年—2002年，張郃、孟獲）2作品[系列 3]

2003年
- 真·三國無雙3（2003年—2004年，張郃、孟獲）3作品[系列 4]

2005年
- 三國志大戰（R司馬昭、舊R陳琳、UC劉虞）
- 真·三國無雙4（張郃、孟獲）2作品[系列 5]

2006年
- 命運傳奇（巴魯克·宋蘭）[注 1]

2007年
- 真·三國無雙5（2007年—2009年，張郃、孟獲）2作品[系列 6]
- 無雙OROCHI（2007年—2009年，張郃、孟獲）3作品[系列 7]

2008年
- Code Geass 反叛的魯路修：失去的色彩（基爾伯特·G·P·基爾福特）

2010年
- 真·三國無雙 連袂出擊2（張郃、孟獲）

2011年
- 真·三國無雙6（2011年—2012年，張郃、孟獲）3作品[系列 8]
- 第2次超級機器人大戰Z 破界篇（基爾伯特·G·P·基爾福特）
- 無雙OROCHI 2（張郃、孟獲）

2012年
- 真·三國無雙 VS（孟獲）
- 人中之龍5 實現夢想者（日村）

2013年
- 真·三國無雙7（2013年—2014年，張郃[23]、孟獲[24][25]）3作品[系列 9]

2015年
- 英雄傳說 空之軌跡 FC Evolution（瑪多克工房長[26]）

2018年
- 真·三國無雙8（2018年—2021年，張郃[27]、孟獲[28]）2作品[系列 10]

2019年
- 超級機器人大戰DD（2019年—2022年，基爾伯特·G·P·基爾福特）

2020年
- 七龍珠Z 卡卡洛特（亞根）

2021年
- Code Geass Genesic Re;CODE（基爾伯特·G·P·基爾福特[29]）

2022年
- Code Geass 反叛的魯路修 Lost Stories（日语：コードギアス 反逆のルルーシュ ロストストーリーズ）（2022年—2023年，基爾伯特·G·P·基爾福特）

2025年
- 真·三國無雙 起源（張郃[30]）

### 廣播劇CD
- 恐怖驚魂夜（田中一郎）
- 時鐘塔：鬼頭（日语：クロックタワーゴーストヘッド）（剛本亘）
- 兵蜂PARADISE（代條仁次）
- 命運傳奇（巴魯克·宋蘭、夏因·連布蘭特）
- 廣播劇CD 天外飯店（男2）
- 純愛手札2 原創廣播劇CD系列（山口巡査）
- 機甲都市 伯林1935（日语：機甲都市 伯林）（下士官）

### 外語配音

#### 電影
- 驚爆911（英语：Air Panic）
- 亡命之徒（英语：Killing Zoe）
- 拿破崙流浪記（英语：Napoleon (1995 film)）

### 電視節目
- 阿Q冒險中（外國人的日語配音）
- 看清世界！電視特搜部（日语：世界まる見え!テレビ特捜部）（外國人的日語配音）
- 笑一笑又何妨！（筋肉先生（日语：ランディ・マッスル）的聲音）
- 絕對不能笑系列（笑福亭笑瓶所使用的的取樣聲音

### 特攝影集
- 布斯卡！布斯卡!!（1999年，UFO的聲音、電話的聲音）
- 超級戰隊系列
  - 未來戰隊時間連者（2000年，駭客由根特的聲音）
  - 特命戰隊Go Busters（2012年，多美瑞德的聲音）

### 電影
- 大搜查線 THE MOVIE（日语：踊る大捜査線 THE MOVIE）

### 廣播節目
- 我們是英雄（日语：オレたちヒーロー）（筋肉老師的聲音）

### 廣播劇
- EMERALD DRAGON（日语：エメラルドドラゴン）（魔像）
- 時間跳躍的妳來自昨日（日语：タイム・リープ あしたはきのう）（中田）

### 旁白
- THE WIDE（日语：ザ・ワイド）
- SUPORUTO！（日语：すぽると!）
- 夫婦交換俱樂部 LOVE Chan（日语：夫婦交換バラエティー ラブちぇん）
- Mu-Jack
- DOWN TOWN之不能給小孩的工作!!（日语：ダウンタウンのガキの使いやあらへんで!）
- 黃昏☆BINBIN物語

### 其它
- FIGHTING OPERA 哈士路（進行實況）
- PRIDE武士道（日语：PRIDE武士道）系列（進行實況）

## 腳註

## 外部連結
- 幸野善之｜青二Production （日語）